# Sedum chazaroi
Sedum chazaroi är en fetbladsväxtart som beskrevs av P.Carrillo, J.A.Lomelí. Sedum chazaroi ingår i Fetknoppssläktet som ingår i familjen fetbladsväxter. Inga underarter finns listade i Catalogue of Life.